# Tao Huabi
Tao Huabi (Chinesisch: 陶华碧) ist eine chinesische Unternehmerin und Millionärin. Sie ist berühmt als Gründerin und langjährige Leiterin des Unternehmens Laoganma, das chinesische Chilisaucen produziert. Laoganma wurde 1996 gegründet, hat einen Wert von 190 Millionen US-Dollar und beschäftigt 2000 Mitarbeiter.

## Biografie
Tao Huabi wurde 1947 im Kreis Meitan in Guizhou in ärmliche Verhältnisse geboren. Sie lernte als Jugendliche weder lesen noch schreiben und heiratete mit 20 Jahren ihren Ehemann. Mit ihm hat sie zwei Söhne, Li Hui (李辉) und Li Guishan (李贵山). Nach nur wenigen Jahren Ehe wurde ihr Ehemann krank und verstarb. Um ihren Lebensunterhalt zu bestreiten, arbeitete sie zunächst als Straßenhändlerin. 1989 eröffnete sie einen Nudelladen. Im Rahmen dessen erfand sie eine Chilisauce, welche auf großen Gefallen bei ihrer Kundschaft stieß. In den 1990er Jahren zählten vor allem LKW-Fahrer zu ihrer Kundschaft. 1996 eröffnete sie eine kleine Fabrik mit 40 Mitarbeitern, welche diese Chili-Sauce produzierten. Die Sauce nannte sie Laoganma, was etwa „alte Patentante“ bedeutet. Diesen Spitznamen hatte sie sich in der Zeit vor ihrer Berühmtheit verdient, als sie bekannt dafür war, Studenten, die in ihrem Restaurant aßen und oft über wenig Geld verfügten, Rabatte und etwas mehr Essen zu geben. Heute ist Tao als „Wunder von Guizhou“ bekannt und beschäftigt dort über 4100 Menschen. Sie ist seit 2014 im Ruhestand. Taos Unternehmen Laoganma wurde in China als eins der besten 100 privaten Unternehmen gelistet. Forbes listete sie 2015 unter den 100 reichsten Millionärsfamilien Chinas. Von 2010 bis 2016 erreichte Guizhou durch Laoganma ein wirtschaftliches Wachstum von 10,5 %, während das nationale Wachstum bei 6,7 % lag. Es wurden 2022 ca. 1,3 Millionen Flaschen Lao Gan Ma Chilli Soße täglich produziert. Zum Vergleich: der US-amerikanische Lebensmittelkonzern Heinz produziert täglich ca. 1,8 Millionen Flaschen Ketchup. Besonders profitierte das Unternehmen von der Corona-Krise, als viele Chinesen zu Hause kochen mussten; der Verkauf stieg um 1.900  %.

## Privatleben
Tao fährt gerne Auto. Sie besitzt zwei Rolls-Royce Motor Cars, einen Mercedes-Benz und einen BMW. Ihr Tipp für Erfolg ist, ein ehrliches Leben und Geschäft zu führen und dabei ein gutes Produkt zu schaffen. Laut Handelsblatt tritt Tao so gut wie nie öffentlich vor die Kamera oder gibt Interviews.

## Politisches Wirken
2015 nahm Tao an der jährlichen Sitzung des Nationalen Volkskongresses teil.

## Medienpräsenz
2018 zeigte ein Pullover, welcher im Rahmen der Eröffnung der New York Fashion Week präsentiert wurde, ein Porträt ihres Gesichts. Ihr Porträt ist ebenfalls auf dem Etikett der Chili-Sauce von Laoganma zu sehen. Der Pullover kostete 120 $; Taos Porträt wurde zu einer modischen Ikone.